# Elias Vinie
Elias Vinie (fl. XVII secolo) è stato un pittore fiammingo.

## Biografia
Fu attivo all'Aia intorno al 1674, dove fu allievo di Daniel Mijtens II alla Confrerie Pictura, come risulta dagli archivi di quest'associazione, e dove operò principalmente con la tecnica della pittura a olio.